# Mandjelia galmarra
Mandjelia galmarra is een spinnensoort uit de familie Barychelidae. De soort komt voor in Queensland.